# Doumrou
Doumrou (ou Doumourou, Dumuru, Lamorde) est un village du Cameroun situé dans le département du Mayo-Kani et la Région de l'Extrême-Nord, à la frontière avec le Tchad. Il fait partie du canton du même nom et de la commune de Kaélé.

## Population
En 1969, la localité comptait 3 348 habitants, principalement des Peuls, des Moundang et des Kanouri. Lors du recensement de 2005, 2 527 personnes y ont été dénombrées.

## Infrastructures
La localité dispose d'une école publique, d'un centre de santé et d'un centre zootechnique et vétérinaire.

## Personnalités nées à Doumrou
Zakiatou Djamo (1958-), femme politique